# 貝氏粘鱸
貝氏粘鱸，為輻鰭魚綱脂鯉目脂鯉科的其中一個種。分布於南美洲亞馬遜河上游流域，體長可達13.5公分。